# Denis Igorewitsch Juskow
Denis Igorewitsch Juskow (russisch Денис Игоревич Юсков, international bekannt als Denis Yuskov; * 11. Oktober 1989 in Moskau, UdSSR) ist ein russischer Eisschnellläufer.

## Werdegang
Juskow nimmt seit 2006 an internationalen Wettbewerben teil. Zunächst startete er bei den Junioren-Weltmeisterschaften, ohne jedoch eine nennenswerte Platzierung zu erreichen. Sein Weltcup-Debüt feierte Juskow im November 2006 in Moskau. Dabei errang er in der B-Gruppe den 18. Platz über 1500 m. Im Jahr 2008 wurde die Karriere von Juskow für mehrere Jahre durch eine positive Dopingsperre wegen der Einnahme von Marihuana unterbrochen. Zunächst betrug die Sperre nur vier Monate, die dann aber auf vier Jahre verlängert wurde. Zu Beginn der Weltcup-Saison 2011/12 schaffte Juskow sein Comeback bei internationalen Wettkämpfen. Im Februar 2012 holte er in Hamar in der Teamverfolgung seinen ersten Weltcupsieg. Bei den Einzelstreckenweltmeisterschaften 2012 in Heerenveen gewann er die Bronzemedaille in der Teamverfolgung. In den Einzelrennen dort wurde er Siebter über 5000 m und Sechster über 1500 m.
Beim Weltcup 2012/13 in Inzell gelang Juskow sein erster Weltcup-Sieg in einer Einzel-Disziplin über die 1500 Meter Strecke. Zudem errang er in Heerenveen den dritten und den zweiten Platz in der Teamverfolgung. Im Februar 2013 lief er bei der Mehrkampfweltmeisterschaft in Hamar auf den zehnten Platz. Bei der WM 2013 in Sotschi gewinnt Juskow völlig überraschend die Goldmedaille über 1500 m. Dies war das erste WM-Gold für Russland auf dieser Distanz. Nach der WM wurde er dafür in Russland mit dem Ehrentitel Verdienter Meister des Sports ausgezeichnet. In der Saison 2013/14 siegte er in Astana und in Heerenveen über 1500 m. In Berlin errang er den dritten Platz und erreichte zum Saisonende den zweiten Platz im Gesamtweltcup über 1500 m. Beim Saisonhöhepunkt, den Olympischen Winterspielen 2014 in Sotschi, kam er auf den 17. Platz über 1000 m, jeweils auf den sechsten Rang über 5000 m und in der Teamverfolgung und auf den vierten Platz über 1500 m. Im März 2014 gewann er bei der Mehrkampfweltmeisterschaft in Heerenveen die Bronzemedaille. Im folgenden Jahr siegte er beim Weltcup in Hamar über 1500 m und holte bei den Einzelstreckenweltmeisterschaften in Heerenveen erneut die Goldmedaille über 1500 m. Bei der Mehrkampfweltmeisterschaft 2015 in Calgary gewann er die Silbermedaille und bei der Mehrkampfeuropameisterschaft 2015 in Tscheljabinsk die Bronzemedaille.
In der Saison 2015/16 holte Juskow vier Weltcupsiege über 1500 m. Zudem errang er je zwei dritte und zweite Plätze über 1000 m und einen zweiten Platz über 1500 m. Er gewann damit erstmals den Gesamtweltcup über 1500 m. Im Gesamtweltcup über 1000 m lief er auf den fünften Platz und im Gesamtweltcup auf den vierten Rang. Beim Saisonhöhepunkt, den Einzelstreckenweltmeisterschaften 2016 in Kolomna wurde er zum dritten Mal in Folge Weltmeister über 1500 m. Nach Platz zwei über 1500 m in Harbin zu Beginn der Saison 2016/17, siegte er in Astana über 1500 m und belegte in Heerenveen und in Berlin jeweils den zweiten Platz über 1500 m. Er erreichte damit den sechsten Platz im Gesamtweltcup und den zweiten Rang im Gesamtweltcup über 1500 m. Bei den Einzelstreckenweltmeisterschaften 2017 in Gangwon holte er die Silbermedaille über 1500 m. In der Saison 2017/18 triumphierte er im Weltcup viermal über 1500 m und einmal über 1000 m. Außerdem errang er in Erfurt den dritten Platz über 1000 m und in Minsk den zweiten Platz über 1500 m und erreichte zum Saisonende den vierten Platz im Gesamtweltcup über 1000 m, den zweiten Rang im Gesamtweltcup und den ersten Platz im Gesamtweltcup über 1500 m. Bei den Europameisterschaften 2018 in Kolomna holte er die Silbermedaille über 1000 m und jeweils die Goldmedaille im Teamsprint und über 1500 m. In der folgenden Saison gewann er, mit drei Siegen und einen dritten Platz, zum dritten Mal den Gesamtweltcup über 1500 m. Zudem wurde er in Heerenveen Dritter über 1000 m und errang den neunten Platz im Gesamtweltcup über 1000 m. Bei den Einzelstreckenweltmeisterschaften 2019 in Inzell lief er über 1500 m zur Bronzemedaille.
Bei russischen Meisterschaften siegte Juskow achtmal über 1500 m (2013–2020), jeweils zweimal über 1000 m (2014, 2017) und 5000 m (2014, 2015) und einmal über 10.000 m (2012).

## Persönliche Bestzeiten
- 500 m 35,42 s (aufgestellt am 7. November 2015 in Calgary)
- 1000 m 1:06,92 min (aufgestellt am 10. Dezember 2017 in Salt Lake City)
- 1500 m 1:41,02 min (aufgestellt am 9. Dezember 2017 in Salt Lake City)
- 3000 m 3:34,37 min (aufgestellt am 2. November 2013 in Calgary)
- 5000 m 6:11,79 min (aufgestellt am 17. November 2013 in Salt Lake City)
- 10.000 m 13:12,49 min (aufgestellt am 7. März 2015 in Calgary)

## Teilnahmen an Weltmeisterschaften und Olympischen Winterspielen

### Olympische Spiele
- 2014 Sotschi: 4. Platz 1500 m, 6. Platz Teamverfolgung, 6. Platz 5000 m, 17. Platz 1000 m

### Einzelstreckenweltmeisterschaften
- 2012 Heerenveen: 3. Platz Teamverfolgung, 6. Platz 1500 m, 7. Platz 5000 m
- 2013 Sotschi: 1. Platz 1500 m, 4. Platz Teamverfolgung, 4. Platz 5000 m
- 2015 Heerenveen: 1. Platz 1500 m, 4. Platz 5000 m
- 2016 Kolomna: 1. Platz 1500 m, 2. Platz 1000 m
- 2017 Gangwon: 2. Platz 1500 m, 7. Platz 1000 m
- 2019 Inzell: 3. Platz 1500 m, 5. Platz 1000 m
- 2020 Salt Lake City: 5. Platz 1500 m, 12. Platz 5000 m

### Mehrkampfweltmeisterschaften
- 2013 Hamar: 10. Platz Großer-Vierkampf
- 2014 Heerenveen: 3. Platz Großer-Vierkampf
- 2015 Calgary: 2. Platz Großer-Vierkampf

## Weltcupsiege

### Weltcupsiege im Einzel
| Nr. | Datum             | Ort                 | Disziplin |
| --- | ----------------- | ------------------- | --------- |
| 1.  | 10. Februar 2013  | Inzell              | 1500 m    |
| 2.  | 29. November 2013 | Astana              | 1500 m    |
| 3.  | 15. März 2014     | Heerenveen          | 1500 m    |
| 4.  | 1. Februar 2015   | Hamar               | 1500 m    |
| 5.  | 15. November 2015 | Calgary             | 1500 m    |
| 6.  | 6. Dezember 2015  | Inzell              | 1500 m    |
| 7.  | 29. Januar 2016   | Stavanger           | 1500 m    |
| 8.  | 13. März 2016     | Heerenveen          | 1500 m    |
| 9.  | 4. Dezember 2016  | Astana              | 1500 m    |
| 10. | 11. November 2017 | Heerenveen          | 1500 m    |
| 11. | 3. Dezember 2017  | Calgary             | 1500 m    |
| 12. | 9. Dezember 2017  | Salt Lake City      | 1500 m    |
| 13. | 10. Dezember 2017 | Salt Lake City      | 1000 m    |
| 14. | 19. Januar 2018   | Erfurt              | 1500 m    |
| 15. | 17. November 2018 | Obihiro             | 1500 m    |
| 16. | 8. Dezember 2018  | Tomaszów Mazowiecki | 1500 m    |
| 17. | 3. Februar 2019   | Hamar               | 1500 m    |
| 18. | 7. Februar 2020   | Calgary             | 1500 m    |

### Weltcupsiege im Team
| Nr. | Datum            | Ort   | Disziplin        |
| --- | ---------------- | ----- | ---------------- |
| 1.  | 12. Februar 2012 | Hamar | Teamverfolgung 1 |